# 田川市立弓削田小学校
田川市立弓削田小学校（たがわしりつ ゆげたしょうがっこう）は、福岡県田川市弓削田に位置する公立の小学校。

## 概要
歴史
1876年（明治9年）に「見立小学校」として設立された。数回の改組・改称を経て、現校名となったのは1950年（昭和25年）。 2026年（令和8年）に創立150周年を迎える。
校訓
「強い子ども・元気な体・きまりを守り正しい行い・進んで勉強をやりぬく心」

校歌
歌詞は2番まであり、2番の歌詞中に校名の一部「弓削」が登場する。
通学区域
住所表記で田川市の後に「川宮、新川宮、籾井、奈良、野上、新野上団地、江田、上弓削田、下弓削田、文字山団地、角銅原、見立、下見立、産業」が続く地区。中学校区は田川市立田川西中学校。

## 沿革
- 1876年（明治9年）1月- 田川郡見立村の民家を借用の上、「第二大区第五小区 見立小学校」が創立。
- 1883年（明治16年）- 下弓削田村の民家に移転の上、「公立弓削田小学校」に改称。
- 1886年（明治19年）- 小学校令施行により、尋常科（4年制）を設置の上、「尋常弓削田小学校」に改称。
- 1888年（明治21年）3月 - 下弓削田村に校舎1棟を新築し、移転を完了。
- 1889年（明治22年）4月 - 町村制の施行により、田川郡3村（弓削田・奈良・川宮）が合併の上、「弓削田村」が発足。
- 1892年（明治25年）4月 - 「弓削田尋常小学校」に改称。
- 1896年（明治29年）- 校舎1棟を増築。
- 1900年（明治33年）- 奈良に仮分教場を設置の上、尋常科1年生を収容する。
- 1902年（明治35年）7月 - 仮分教場の教室を増築の上、尋常科1・2年生を収容。
- 1903年（明治36年） - 奈良の仮分教場が「奈良尋常小学校」（4年制）として独立。
- 1907年（明治40年）4月1日 - 弓削田村が町制施行の上、「後藤寺町」となる。
- 1908年（明治41年）4月 - 改正小学校令により、尋常科（義務教育年限）が4年制から6年制に改められる。尋常科5年を新設。
- 1909年（明治42年）4月 - 尋常科6年を新設。
- 1912年（明治45年）4月 - 高等小学校を運営する学校組合の解散により、高等科を併置の上、「弓削田尋常高等小学校」に改称（尋常科6年・高等科2年）。
- 1937年（昭和12年）4月 - 「後藤寺西尋常高等小学校」に改称。
- 1938年（昭和13年）6月 - 火災により、校舎1棟を焼失。
- 1941年（昭和16年）4月1日 - 国民学校令施行により、「後藤寺西国民学校」に改称。尋常科を初等科に改める。
- 1943年（昭和18年）11月3日 - 2町（伊田・後藤寺）合併により、田川市が発足。
- 1947年（昭和22年）
  - 4月1日 - 学制改革（六・三制の実施）
    - 国民学校初等科は、新制小学校「田川市立後藤寺西小学校」に改組・改称。
    - 国民学校高等科は、青年学校普通科とともに、新制中学校「田川市立弓削田中学校」に改組・改称。当初、小学校に併設される。

  - 10月 - 学校図書館を設置。
- 1948年（昭和23年）- 給食を開始。
- 1949年（昭和25年）
  - 4月1日 - 「田川市立弓削田小学校」（現校名）に改称。
  - 9月 - 中学校校舎の完成により、併設を解消。
- 1954年（昭和29年）4月1日 - 田川市立船尾小学校が分離。産業地区・見立地区の児童が転出。
- 1956年（昭和31年）6月 - 田川市公民館弓削田支館が併設される。
- 2009年（平成21年）4月1日 - 田川市立船尾小学校を統合。

旧・船尾小学校（ふなお）
- 1954年（昭和29年）4月1日 - 田川市立弓削田小学校から分離の上、「田川市立船尾小学校」が新設される。産業地区・見立地区の児童を収容。
- 1958年（昭和33年）- 麻生産業田川工場から講堂が寄贈される。
- 1960年（昭和35年）- 校訓・校歌を制定。
- 1966年（昭和41年）- 図書館が完成。
- 1973年（昭和48年）- プールが完成。
- 1984年（昭和59年）- 新校舎が完成。
- 1989年（平成元年）- 屋内運動場が完成。
- 2009年（平成21年）
  - 3月22日 - 閉校式を挙行。
  - 3月31日 - 田川市立弓削田小学校への統合により、閉校。
    - 最終所在地 - 〒826-0041 福岡県田川市弓削田2838番地
    - 校歌 - 歌詞は3番まであり、1番と3番の歌詞中に校名の「船尾」が登場する。
    - 跡地の活用 - 体育館は「田川市船尾武道館」として利用されている。

## 交通アクセス
最寄りの鉄道駅
- JR九州 後藤寺線「田川後藤寺駅」

最寄りの幹線道路
- 福岡県道位登糸田線

## 周辺
- 九州電力送配電田川変電所
- 田川市弓削田隣保館
- 旧・田川市立弓削田中学校

## 参考資料
- 「田川市誌」（1954年（昭和29年）12月1日発行, 田川市）p.355～p.357
- 「田川市史」（1976年（昭和51年）3月1日発行, 田川市）